# Геппнер (Орегон)
Геппнер (англ. Heppner) — місто (англ. city) в США, в окрузі Марроу штату Орегон. Населення — 1187 осіб (2020).

## Географія
Геппнер розташований за координатами 45°21′11″ пн. ш. 119°33′38″ зх. д. / 45.35306° пн. ш. 119.56056° зх. д. (45.352994, -119.560569).  За даними Бюро перепису населення США в 2010 році місто мало площу 3,20 км², з яких 3,19 км² — суходіл та 0,02 км² — водойми.

### Клімат
| Клімат : Геппнер      | Клімат : Геппнер | Клімат : Геппнер | Клімат : Геппнер | Клімат : Геппнер | Клімат : Геппнер | Клімат : Геппнер | Клімат : Геппнер | Клімат : Геппнер | Клімат : Геппнер | Клімат : Геппнер | Клімат : Геппнер | Клімат : Геппнер | Клімат : Геппнер |
| Показник              | Січ.             | Лют.             | Бер.             | Квіт.            | Трав.            | Черв.            | Лип.             | Серп.            | Вер.             | Жовт.            | Лист.            | Груд.            | Рік              |
| Середній максимум, °C | 6,3              | 8,5              | 12,8             | 16,3             | 20,7             | 24,9             | 29,9             | 29,8             | 24,8             | 17,9             | 10,4             | 5,1              | 17,3             |
| Середній мінімум, °C  | −2,3             | −1,6             | 1,1              | 3,0              | 6,5              | 9,4              | 12,1             | 11,9             | 8,3              | 3,7              | 0,3              | −3,3             | 4,1              |
| Норма опадів, мм      | 36               | 28               | 38               | 38               | 43               | 35               | 9                | 9                | 14               | 29               | 40               | 34               | 353              |
| --------------------- | ---------------- | ---------------- | ---------------- | ---------------- | ---------------- | ---------------- | ---------------- | ---------------- | ---------------- | ---------------- | ---------------- | ---------------- | ---------------- |
| Джерело: NOAA         |                  |                  |                  |                  |                  |                  |                  |                  |                  |                  |                  |                  |                  |

## Демографія
Згідно з переписом 2010 року, у місті мешкала 1291 особа в 559 домогосподарствах у складі 370 родин. Густота населення становила 403 особи/км².  Було 647 помешкань (202/км²).
Расовий склад населення:
| - 92,5 % — білих - 1,2 % — корінних американців - 0,3 % — азіатів - 0,2 % — чорних або афроамериканців - 2,6 % — осіб інших рас |

До двох чи більше рас належало 3,3 %. Частка іспаномовних становила 3,7 % від усіх жителів.
За віковим діапазоном населення розподілялося таким чином: 22,5 % — особи молодші 18 років, 56,0 % — особи у віці 18—64 років, 21,5 % — особи у віці 65 років та старші. Медіана віку мешканця становила 45,9 року. На 100 осіб жіночої статі у місті припадало 102,4 чоловіків;  на 100 жінок у віці від 18 років та старших — 92,5 чоловіків також старших 18 років.
Середній дохід на одне домашнє господарство  становив 47 483 долари США (медіана — 40 313), а середній дохід на одну сім'ю — 55 371 долар (медіана — 51 544). Медіана доходів становила 44 732 долари для чоловіків та 32 065 доларів для жінок. За межею бідності перебувало 21,5 % осіб, у тому числі 44,2 % дітей у віці до 18 років та 12,6 % осіб у віці 65 років та старших.
Цивільне працевлаштоване населення становило 510 осіб. Основні галузі зайнятості: освіта, охорона здоров'я та соціальна допомога — 22,5 %, публічна адміністрація — 20,0 %, мистецтво, розваги та відпочинок — 11,2 %, роздрібна торгівля — 11,0 %.